# هیکی و بوگز
هیکی و بوگز (به انگلیسی: Hickey & Boggs) یک فیلم جنایی و نئو-نوآر آمریکاییمحصول سال ۱۹۷۲ به نویسندگی والتر هیل و کارگردانی رابرت کالپ است.

## بازیگران
- بیل کازبی ... آل هیکی
- رابرت کالپ ... فرانک بوگز
- تا- رونس آلن
- رزالیند کش
- لو فریزل
- ایزابل سنفرد
- مایکل موریارتی
- وینسنت گاردنیا
- اد لاتر
- جیمز وودز